# David F. Cargo

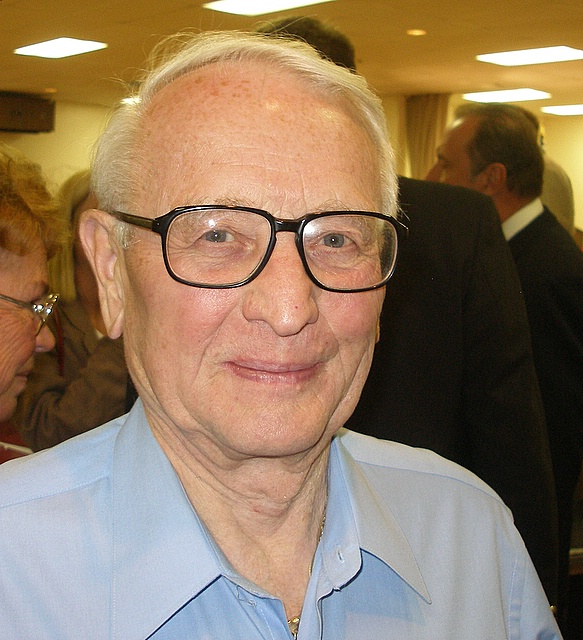
David F. Cargo (2006)

David Francis Cargo (* 13. Januar 1929 in Dowagiac, Cass County, Michigan; † 5. Juli 2013 in Albuquerque, New Mexico) war ein US-amerikanischer Politiker. Er war von 1967 bis 1971 Gouverneur des Bundesstaates New Mexico.

## Leben

### Frühe Jahre und politischer Aufstieg
David Cargo besuchte die University of Michigan, an der er unter anderem Jura studierte. Sein juristisches Examen legte er im Jahr 1957 ab. Sein Studium wurde durch seine Militärzeit unterbrochen. Diese verbrachte er zwischen 1953 und 1955 bei der US Army in Deutschland.
Cargo war Mitglied der Republikanischen Partei. Dort gehörte er damals dem liberalen Flügel an, der Nelson Rockefeller nahestand. Zwischen 1963 und 1967 war Cargo Abgeordneter im Repräsentantenhaus von New Mexico. Als er sich im Jahr 1966 entschloss, für das Amt des Gouverneurs zu kandidieren, musste er sich erst innerhalb seiner Partei in den Vorwahlen gegen den konservativen Parteiflügel durchsetzen.

### Gouverneur von New Mexico
Nach den für ihn erfolgreichen Gouverneurswahlen des Jahres 1966 trat Cargo sein neues Amt am 1. Januar 1967 an. Nach einer Wiederwahl im Jahr 1968 konnte er es bis zum 1. Januar 1971 ausüben. In dieser Zeit wurde der Grundstein für die Umweltschutzpolitik von New Mexico gelegt. Er ließ viele Gebiete als Parks unter Naturschutz stellen. Gouverneur Cargo gründete auch die staatliche Filmkommission in New Mexico und entwickelte persönliche Kontakte nach Hollywood. In einigen Filmen hatte er kleine Gastauftritte. Unter seiner Regierung wurde die Amtszeit der Gouverneure von zwei auf vier Jahre verlängert. Diese Änderung trat aber erst nach Ablauf seiner Amtszeit in Kraft.

### Weiterer Lebenslauf
Im Jahr 1970 durfte er aufgrund einer Verfassungsklausel nicht direkt wieder kandidieren. Daher bewarb sich Cargo, allerdings erfolglos, für einen Sitz im US-Senat. Zwischen 1973 und 1985 lebte er dann in Lake Oswego (Oregon). Dort bewarb er sich 1984 erfolglos um das Amt des Finanzministers. Danach kehrte er nach New Mexico zurück. Dort scheiterte er 1986 erneut bei dem Versuch, in den Kongress gewählt zu werden. Auch sein Versuch, Bürgermeister von Albuquerque zu werden, scheiterte ebenso wie im Jahr 1994 eine erneute Kandidatur zum Gouverneur seines Staates. Mit seiner Frau Ida hatte David Cargo fünf Kinder. Er starb am 5. Juli 2013 im Alter von 84 Jahren in Albuquerque.